# Andrej Kiska
Andrej Kiska (Poprad, Checoslováquia, 2 de fevereiro de 1963) é um filantropo eslovaco e empresário, que serviu como Presidente da Eslováquia de 2014 a 2019. Ele é fundador da organização de caridade "Dobrý Anjel" (Bom Anjo).

## Vida
Ele estudou engenharia elétrica na Universidade Técnica da Eslováquia em Bratislava. Após a Revolução de Veludo, em 1989, ele se mudou para os EUA. Mais tarde ele fundou Triangel e Quatro, duas empresas crediárias, com opções de compra baseados na Eslováquia, que dão ao comprador a possibilidade de efectuar o pagamento de bens de consumo em várias prestações ao longo de vários meses, em vez de uma só vez.
No dia 29 de março de 2014, Andrej Kiska, candidato independente pró-europeu e sem experiência política, torna-se no primeiro Presidente eslovaco sem passado como membro do Partido Comunista da Eslováquia desde a "separação de veludo" da República Checa e a independência. Ele alcançou obter 59,4% dos votos derrotando o primeiro-ministro, o social-democrata Robert Fico. A Eslováquia é um pequeno país de 5,4 milhões de habitantes, formado da divisão pacífica da então Checoslováquia, em 1993. O país entrou para a Zona Euro em 1º de janeiro de 2009, sendo o 16º membro do bloco que usa a moeda comum europeia.
Em 2006 fundou a organização de caridade sem fins lucrativos "Dobrý Anjel", tendo até aos dias de hoje recebido mais de 140,000 donativos. Estes fundos são direccionados para ajudar as crianças gravemente doentes e as suas famílias. Kiska é casado e tem 4 filhos, dois meninos e duas meninas.